# 瓜达拉哈拉大学
瓜达拉哈拉大学（西班牙語：Universidad de Guadalajara）是一所位于墨西哥瓜达拉哈拉的公立大學，它前身是1791年成立的瓜达拉哈拉皇家大学。瓜达拉哈拉大学是墨西哥第二古老的大学、北美洲第十七古老的大学，拉丁美洲第十四古老的大学。